# Milan Basta
Milan Basta (Kurjak pokraj Udbine, 1. ožujka 1920. - Beograd, 4. prosinca 2007.) bio je sudionik narodnooslobodilačke borbe, oficir Jugoslavenske narodne armije te jedan od jugoslavenskih pregovarača prilikom bezuvjetne kapitulacije vojnih jedinica Nezavisne Države Hrvatske 15. svibnja 1945. kod Bleiburga u Austriji.

## Djetinjstvo i mladost
Rođen je 1. ožujka 1920., u mjestu Kurjak, pokraj Udbine, u Lici, u srpskoj, pravoslavnoj obitelji. U rodnom je mjestu pohađao pučku (osnovnu) školu, a gimnaziju je pohađao u Zagrebu. Tijekom gimnazijskog školovanja priključio se ilegalnom komunističkom pokretu, te je 1939. primljen u SKOJ, a 1941. biva primljen u KPJ. 

## Sudjelovanje u Drugom svjetskom ratu
Početak Drugoga svjetskog rata, okupacija Jugoslavije i uspostava NDH, zatječu ga u Zagrebu, odakle odlazi natrag u rodnu Liku, gdje se po izbijanju ustanka, ljeti 1941., priključuje narodnooslobodilačkoj borbi.
Tijekom rata, obnašao je niz dužnosti, te je bio politički komesar u Krbavskom bataljunu, Druge ličke divizije, Treće ličke proleterske brigade. Pred kraj rata, bio je major u 20. diviziji, 12. vojvođanske brigade, da bi završne vojne operacije za oslobođenje Jugoslavije i kraj rata, u svibnju 1945., dočekao u činu potpukovnika i političkog komesara 51. vojvođanske divizije, koja je bila dio Treće Jugoslavenske armije, pod zapovjedništvom Koste Nađa. 
Basta je bio jedan od jugoslavenskih predstavnika koji su 15. svibnja 1945., uz posredovanje predstavnika britanskih jedinica, sudjelovali u pregovorima o bezuvjetnoj kapitulaciji vojnih jedinica NDH na Loibaškom polju pokraj Bleiburga. Na tom je sastanku parlamentarima NDH, pred Britancima, bilo obećano pravedno postupanje, u skladu sa svim Haaškim i Ženevskim konvencijama, pod zaštitom običaja ustanovljenih među civiliziranim narodima, zakonima čovječnosti i zahtjevu javne savjesti, umjesto čega su odvođeni na križne putove i ubijani grupno ili pojedinačno.

O navedenim je događajima historiografija na temelju dostupnih povijesnih izvora dala svoj sud, ali, o samom Milanu Basti, ako sudioniku pregovora, u medijima su progovorili određeni istaknuti pojedinci. Naime, hrvatski nogometni sudac, Josip Strmečki, jednom je prilikom sudio na utakmici u kojoj je protiv NK Niša igrala NK Crvenka, kojoj je predsjednik kluba bio upravo Basta, te je kazao kako Basta se hvalio kako je prevario ustaše na pregovorima u Bleiburgu, kazavši pritom:
"Mislili su da će ići kući kad su bacili oružje, jesu k... išli kući, tek onda smo ih naganjali po Jugoslaviji!"
Dugogodišnji urednik TV Kalendara, na HRT-u, hrvatski novinar i pravnik, Obrad Kosovac, u intervjuu iznosi činjenicu o svojim saznanjima do kojih je došao istražujući navedenu tematiku za potrebe dokumentarnog programa, u razgovoru s Mikom Špiljkom, saznao kako je ovaj noću, 8. svibnja 1945., džipom ušao u prazan Zagreb i zatekao upaljena svjetla na zgradi u Savskoj ulici, gdje je danas MUP RH. Tada su se ondje, navodno, vodili pregovori između njemačkih i jugoslavenskih predstavnika o slobodnom prolasku njemačkih jedinica i vojske NDH prema Austriji. O tome je, prema kazivanju Špiljka, sklopljen sporazum, tako da su izbjegnute borbe za oslobođenje Zagreba. Nastavno su ti njemački generali kasnije godinama dolazili na ljetovanje, na jadranskoj obali, u Jugoslaviji, a troškovi su bili pokrivani iz sredstava SUBNOR-a. O samom Milani Basti, Kosovac iznosi sljedeće: 
" Možete li zamisliti da jedan običan potpukovnik Milan Basta prima predaju stotina tisuća vojnika i civila? Ni u jednom ratu to nije bilo moguće. Basta je samovoljno i narcisoidno uletio u veliku igru. Na temelju dogovora iz Zagreba, nesretna je gomila trebala ući u Austriju gdje bi onemogućila svako napredovanje engleskih trupa, a partizani bi bez smetnji okupirali dijelove Koruške i Štajerske. Basta je zbog svog brzopletog izleta trebao biti strijeljan. U zadnji čas ga je spasilo to što je London prozreo Titove namjere i prepustio mu nesretne izbjeglice. Britanci su jednostavno zatvorili Bleiburg tenkovima i Basta je uskočio u povijest. No nikada nije, za kaznu, imenovan narodnim herojem zbog čega je kukao cijeli život."

## Karijera u socijalističkoj Jugoslaviji
Nakon rata završava Vojnu akademiju u Beogradu, da bi se nakon odlaska iz vojske vratio u Hrvatsku. Živio je u Zagrebu, radio u državnoj upravi, da bi se nakon umirovljenja posvetio publicistici.   

U kasnijoj publicističkoj karijeri, njegova knjiga, "Rat je završio 7 dana kasnije", doživjela je nekoliko izdanja, te se u toj životnoj fazi aktivno družio sa Simom Rajićem, visokim partijskim funkcionarom, sinom poginulog partizanskog borca, rodom iz Like. Rajić iznosi podatak kako je Basta jednom prilikom zatražio sastanak kod Vladimira Bakarića, kako bi s istim, razgovarao o nekim temama iz završetka Drugoga svjetskog rata u Jugoslaviji, na što ga je navodno Rajić upozorio kako je ta tema preuranjena. Na Rajićev upit o točnim pitanjima koja je namjeravao postaviti Bakariću, Basta mu je odgovorio:  
"Zašto da ti ne kažem, želim nastaviti pisati, ali me muče još neke stvari oko Bleiburga i Križnog puta, ustanka u Srbu i njegove i Hebrangove uloge u prvoj godini ustanka. Predložit ću mu da odvojimo Bleiburg od Križnog puta, jer to nije isto, i da ovim mučenicima s Križnog puta se odužimo jednom lijepom gestom - javnim priznanjem, a zašto ne i spomenikom. " 
Nastavno, treba uzeti u obzir kako su teme Bleiburga i križnog puta, u razdoblju socijalističke Jugoslavije bile proskribirane, te se strogo kažnjavao svaki javni izričaj i onaj tko bi se o tome usudio iole slobodnije govoriti.

## Zanimljivosti
Inače, Basta je bio blizak prijatelj Jovanke Broz, s kojom ga je povezivalo porijeklo, s obzirom da su oboje bili iz Udbine, u Lici. U kasnijem razdoblju, nakon raspada Jugoslavije, Basta je Jovanku znao povremeno posjećivati, u njezinoj vili u Beogradu.   

## Kraj karijere i smrt
Uoči demokratskih promjena, zbog straha od navodnih progona zbog učinjenog u Drugome svjetskom ratu i poraću, trajno se nastanjuje u Beogradu. Nakon izbijanja oružanog sukoba i raspada Jugoslavije, više se nikada nije vraćao u Hrvatsku, te je umro u Srbiji, u Beogradu, 4. prosinca 2007., gdje je i pokopan. 